# Poitiers-i csata (1356)
A poitiers-i csatát 1356. szeptember 19-én vívták az angolok és a franciák a százéves háborúban. Az ütközetet az angolok nyerték, megszilárdítva ezzel franciaországi birtokaikat. A csatában sok nemessel együtt a francia király, II. János is fogságba esett, és ezzel hosszú időre az angolok felé billent a mérleg. A poitiers-i csata a százéves háború első szakaszának végét jelentette.

## Előzmények
IV. Károly francia király halála után III. Eduárd angol király kinyilvánította igényét a francia trónra, majd 1337-ben katonai erővel indult el megszerezni azt. Ezzel kezdetét vette a százéves háború. Az angolok számára kedvezően indultak az események, döntő győzelmet értek el a sluysi csatában 1340-ben, majd hat évvel később Crécynél. 1347-ben elfoglalták a fontos kikötővárost, Calais-t. 1347-ben a pestis megtizedelte Anglia és Franciaország lakosságát, és egy időre leálltak a katonai akciók. A pestis egyik áldozata VI. Fülöp francia király volt.
1355-ben lejárt a nyolcéves békeszerződés a felek között, és nem tudtak megállapodni egy új egyezményről. III. Eduárd újabb inváziót tervezett, amelynek élére fiát, Eduárd walesi herceget, későbbi nevén a Fekete Herceget állította. Eduárd A nagy nyugati kikötőben, Bordeaux-ban szállt partra, majd seregével átvonult Dél-Franciaországon, Carcassonne-ig. A várost nem tudta bevenni, ezért visszafordult, és kifosztott minden települést, amely az útjába került.
1356 elején Normandiában partra szállt Eduárd féltestvére, Genti János lancasteri herceg egy sereggel, és dél felé tartott. II. János francia király hada visszavonulásra kényszerítette a lancasteri herceg csapatát a tengerparthoz, majd Eduárd ellen fordult, aki a Loire felé tartott, kifosztva a vidéket. Az angolok a nehéz szekerek miatt, amelyek a málhát szállították, lassan haladtak.  A király szeptember elején érte a Loire-t, akkor, amikor az angolok visszafordultak Bordeaux felé. A franciák erőltetett menetben megelőzték Eduárdot, aki Tours kifosztására készült.
Az angolok is Poitiers felé indultak, valószínűleg abban a reményben, hogy elkerülik a jóval nagyobb francia sereget. Az első érintkezés a két had között szeptember 17-én volt, amikor az angol előőrs La Chabotriénél beleütközött a francia utóvédbe, amely előttük menetelt az úton. Eduárd mellékutakon folytatta az útját, és Maupertuis falu mellett táborozott le, Potiers-től délre. A franciák Poitiers-től öt kilométerre keletre várakoztak.
Talleyrand de Périgord érsek megpróbált kieszközölni egy megállapodást a két uralkodó között. A Fekete Herceg feltétele az volt, hogy megtarthassa összerabolt zsákmányát és kössenek hétéves békeszerződést. János ezzel szemben Eduárd megadását kérte, mivel úgy gondolta, hogy hadserege ellen nincs esélye a kisebb angol seregnek. Az angolok János követelését visszautasították, és mindkét had megkezdte a felkészülést az összecsapásra.

## A csata
Az angol sereg harcedzett katonákból, köztük crécyi veteránokból – John Chandos, a gascogne-i nehézlovasok parancsnoka, James Audley, a Térdszalagrend lovagja és Jean de Grailly, Buch ura – állt. Az angolok egy lejtőn álltak fel, amelynek bal oldala egy mocsárra és egy patakra támaszkodott. A lovakat a sereg mögött, egy bozótos védelmében rejtették el. Az íjászok első sora is egy sűrű sövény mögött helyezkedett el, amely keresztbe futott a leendő csatatéren, és csak egy néhány méter széles átjáró volt rajta. Az angolok jobbszárnyát a málhás kocsik sora védte. A Fekete Herceg tartott a csatától, 19-én reggel kísérletet tett arra, hogy továbbhaladjon Bordeaux felé, és katonái megkezdték állásaik kiürítését, de a franciák észrevették ezt, és támadtak.
János király skót parancsnoka, William Douglas azt javasolta, hogy a franciák gyalogosan támadjanak, mert a lovak védtelenek az angol íjászokkal szemben. Az uralkodó megfogadta a tanácsot, az első francia támadás mégis lóháton indult. Háromszáz német lovag, Clermont és Audrehem bárójának vezetésével megrohanta az angol centrumot, megpróbált áttörni a sövény egyetlen átjáróján, de az íjászok megállították őket. Sokukat lelőtték, mások leestek az eltalált lóról, és a nehéz páncélban nem tudtak felállni. Őket vagy megölték, vagy váltságdíjért foglyul ejtették. A lovasokat kétezer genovai számszeríjász támogatta.

A piros az angolokat, a kék a franciákat jelöli. Az áthúzott négyzet a lovasság, a pötty az angol íjász, a satírozott négyzet a számszeríjász. A szaggatott nyíl az angol ellentámadás irányát mutatja

A francia hadsereg három nagyobb seregtestre oszolva, gyalog haladt az angolok felé. Az elsőt a mindössze 18 éves Károly trónörökös, a későbbi V. Károly francia király vezette. Egysége nagyjából négyezer emberből állhatott. Mögötte az orléans-i herceg háromezer nehézlovassal, hátul pedig a legnagyobb, hatezres seregtesttel, a király haladt.
Az első egység a nehéz felszereléstől kimerülve, folyamatos nyílzáporban érte el az angol vonalakat. William de Montagu, Salisbury 2. grófja védte a harcvonalat, aki korábban a távozni készülő Eduárd hátvédje lett volna. Az angol gyalogosok, gascogne-i nehézlovasok, angol és walesi íjászok kitörtek a sövény mögül, és frontálisan, valamint a francia sorokat megkerülve, hátulról támadtak az ellenségre. Jean de Clermont marsall elesett. Rövid, de öldöklő küzdelem után, még mielőtt Eduárd és Thomas de Beauchamp, Warwick 11. grófja visszatért volna a csatatérre, a trónörökös katonái hátrálni kezdtek, beleütközve az orléans-i herceg mögöttük érkező alakulataiba. Mindkét egység megzavarodott, az utóbbiak menekülni kezdtek.
A harmadik, legerősebb seregtestet a király vezette, és a gyalogos lovagok, nehézlovasok masszív tömeget alkottak. A Fekete Herceg, látva az első két francia hadtest hátrálását, úgy gondolta, hogy döntésre viheti a csatát, ezért Jean de Graillyt arra utasította, szálljon nyeregbe, és kétszáz lovagjával támadja oldalba a franciák balszárnyát. Chandos sürgette Eduárdot, hogy indítson lovas támadást a franciák fő ereje ellen. A herceg igent mondott a tervre, és lóra parancsolta a lovagokat és a nehézlovasokat. A lovak viszont hátul voltak, ezért meg kellett várniuk, amíg előre hozzák őket.
Amikor a franciák ismét megközelítették a sövényt, az angolok olyan erővel törtek át rajta, hogy azonnal belerohantak a franciák első sorába. Ezzel egy időben a gascogne-i nehézlovasok rátámadtak a francia balszárnyra. Az angol íjászok felkapták fokosaikat, harci kalapácsaikat, tőrjeiket, és bekapcsolódtak a kézitusába. Az angol lovasok hátulról támadták a franciákat, akik menekülni kezdtek. Az angol lovasok utánuk eredtek, sokukat Poitiers zárt városkapui előtt mészárolták le. Egy elszánt lovagcsoport a többiektől elszigetelve folytatta a harcot. János király és 14 éves fiatalabb fia megadta magát. A csata véget ért, és az angolok megkezdték az elesettek és a francia tábor kifosztását.
Eduárd üzenetet küldött apjának, amely szerint háromezer franciát öltek meg, miközben csak negyven angol esett el. A herceg vesztesége ennél biztosan magasabb volt. A francia király és fia mellett többtucatnyi herceg és gróf, Arnoul d’Audrehem marsall, valamint száz más fontos lovag esett fogságba.
Olyan sok francia került fogságba, hogy többeket elengedtek, ha megígérték, hogy karácsonyig elviszik Bordeaux-ba az összeget, amennyibe kiváltásuk került volna. Sokak hatalmas vagyonokat szereztek foglyaik révén. Warwick grófja nyolcezer fontot kapott Sens érsekéért. Sok pénzt szerzett így Eduárd és a Fekete Herceg is.

## Következmények
A csata estéjén Eduárd vacsorát adott a francia király és fia tiszteletére, majd másnap az angol had elindult Bordeaux felé. A csata elvesztése, a király fogságba kerülése súlyos csapás volt a franciákra. Az ország irányítását Károly trónörökös vette át, akinek sikerült élve kijutnia az összecsapásból. Az országban lázadások alakultak ki, és az udvarnak pénzt kellett gyűjtenie az Angliába vitt király kiváltására és a harc folytatásához. Jánost 1361 novemberében engedték szabadon az angolok. A váltságdíj hárommillió aranykorona és az Aquitániát Angliának átadó szerződés volt.